# جيمس هيوز هانكوك
جيمس هيوز هانكوك (بالإنجليزية: James Hughes Hancock)‏ هو محامي وقاضي أمريكي، ولد في 30 أبريل 1931 في مونتغومري في الولايات المتحدة.